# Надеждинка (Костанайський район)
Наде́ждинка (каз. Надеждин) — село у складі Костанайського району Костанайської області Казахстану. Адміністративний центр Надеждинського сільського округу.
Населення — 911 осіб (2021; 1388 у 2009, 1925 у 1999, 2261 у 1989).